# Dinosoma rubrum
Dinosoma rubrum är en plattmaskart. Dinosoma rubrum ingår i släktet Dinosoma och familjen Hemiuridae. Inga underarter finns listade i Catalogue of Life.